# Кинтампо

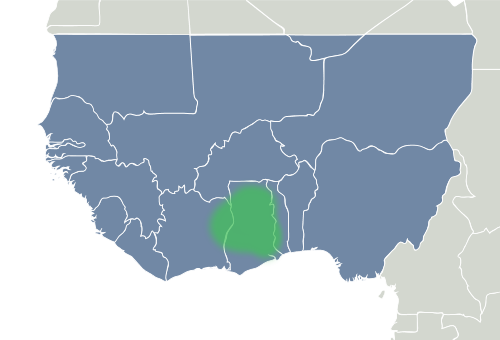
Локализация культуры Кинтампо

Культура Кинтампо — археологическая культура эпохи неолита, существовавшая по чуть менее чем 30 памятникам на территории современной Ганы; кроме того, два памятника обнаружены на территории соседнего Кот-д’Ивуара. Датируется около 2200—700 гг. до н. э. Названа по археологическому памятнику Кинтампо.
Из всех памятников полностью раскопано не больше половины. Типичными для данной культуры являются небольшие каменные предметы, отдалённо напоминающие сигары, а также полированные топоры из зелёного камня, микролиты из кварца, полированные или сколотые наконечники стрел, жернова, полированные каменные браслеты и керамика с сильно загнутыми краями и гребенчатым орнаментом. Часто керамика украшена налепными зооморфными мотивами. Остатки жилищ встречаются редко — это в основном лёгкие хижины, однако в Мумуте обнаружены гранитные фундаменты.
Носители данной культуры жили рыболовством, охотой, сбором фруктов и разведением домашних животных (овцы, козы, позднее также крупный рогатый скот). Также источником питания, по-видимому, служила масличная пальма.